# Walkiria (film)
Walkiria (ang. Valkyrie) – amerykański dramat historyczny z 2008 roku w reżyserii Bryana Singera.
Zdjęcia do filmu powstały od lipca do października 2007.
Fabuła filmu bezpośrednio dotyczy spisku i zamachu na Adolfa Hitlera z 20 lipca 1944, dokonanego przez niemiecką opozycję antyhitlerowską – oficerów Wehrmachtu pod przywództwem pułkownika Clausa von Stauffenberga.

## Obsada
- Tom Cruise - Claus von Stauffenberg
- Christian Berkel - Albrecht Mertz von Quirnheim
- Kenneth Branagh - Henning von Tresckow
- Kevin McNally - Carl Friedrich Goerdeler
- Carice van Houten - Nina von Stauffenberg
- Bill Nighy - Friedrich Olbricht
- David Schofield - Erwin von Witzleben
- Tom Wilkinson - Friedrich Fromm
- Terence Stamp - Ludwig Beck
- Jamie Parker - Werner von Haeften
- Eddie Izzard - Erich Fellgiebel
- David Bamber - Adolf Hitler
- Thomas Kretschmann - Otto Ernst Remer
- Harvey Friedman - Joseph Goebbels
- Kenneth Cranham - Wilhelm Keitel
- Matthias Freihof - Heinrich Himmler
- Gerhard Haase-Hindenberg - Hermann Göring
- Anton Algrang - Albert Speer
- Werner Daehn - Ernst John von Freyend
- Waldemar Kobus - Wolf-Heinrich von Helldorf
- Tom Hollander - Heinz Brandt
- Helmut Stauss - Roland Freisler
- Matthew Burton - Adolf Heusinger

## Fabuła
Akcja filmu rozpoczyna się w 1943 roku, w czasie trwania II wojny światowej. Niemiecki pułkownik Claus von Stauffenberg powraca ranny z frontu, po czym rozpoczyna pracę na stanowisku oficera sztabowego Ogólnego Urzędu Sił Zbrojnych w Berlinie. Nawiązuje on współpracę z członkami niemieckiego ruchu oporu. Wspólnie opracowują plan pod kryptonimem „Walkiria”, który ma na celu zabicie Adolfa Hitlera i odsunięcie nazistów od władzy. Pułkownik decyduje się osobiście przeprowadzić zamach. Stauffenberg udaje się do kwatery główniej führera - Wilczego Szańca koło Kętrzyna.